# Girl friends – Freundschaft mit Herz
girl friends – Freundschaft mit Herz ist eine deutsche Fernsehserie, die in sieben Staffeln in den Jahren 1995 bis 2007 im Abendprogramm des ZDF ausgestrahlt wurde. Die Dramaserie nach einer Idee und den Drehbüchern Christian Pfannenschmidts handelt von einer Gruppe befreundeter Frauen sowie ihrem Arbeitsalltag in einem schwedischen Hotelkonzern in Hamburg. Ausgangspunkt der Serie ist die Geschichte von Marie Malek, deren Jugendfreundin Ilka ihr eine Anstellung als Datatypistin im renommierten Hansson Hotel vermittelt.
In den Hauptrollen waren zunächst Mariele Millowitsch, Tamara Rohloff und Walter Sittler zu sehen, ab der sechsten Staffel Franziska Stavjanik, Susanne Hoss und Philipp Brenninkmeyer. Die Dreharbeiten zu den 87 Folgen (darunter 5 Doppelfolgen) fanden vornehmlich in der Metropolregion Hamburg aber auch in New York, Schweden und Südafrika statt. Girl friends war zweifach für den Deutschen Fernsehpreis und den Grimme-Preis nominiert und gewann unter anderem die Fernsehpreise Goldenen Löwen und Telestar.

## Inhalt
Die Serie erzählt vom Leben und Arbeiten in einem Hotel, von Freundschaften, Intrigen und der Liebe.
Mittdreißigerin Marie Malek, Metzgerstochter aus dem niedersächsischen Hitzacker, sieht ihr Kleinstadtidyll in Scherben: Von ihrem ausbeuterischen Freund Peter betrogen, entscheidet sich die gelernte Einzelhandelskauffrau, ihren ungeliebten Job bei der örtlichen Baumschule an den Nagel zu hängen und ihr Leben von Grund auf zu überdenken – doch fehlt es ihr sowohl an Mut als auch an Selbstvertrauen, einen Neuanfang herbeizuführen. Ihre beste Freundin seit Kindertagen, die selbstbewusste Ilka Frowein, arbeitet hingegen als Chefsekretärin der Direktion im internationalen Hotelkonzern Hansson in Hamburg und führt eine unkomplizierte Beziehung mit einem Chirurgen. Sie hilft ihrer Freundin beim Sprung in ein aufregendes Großstadtleben. Marie findet schon bald Freundinnen und schafft es, in der Hotelkette weiter aufzusteigen.
Ab der sechsten Staffel übernehmen Christian Dolbien und Iris Sandberg das Ruder und führen als neues Team des „Grand Hansson“ die Serie weiter. Dr. Begemann (Arnfried Lerche), der intrigante Personalchef, tut sich mit der raffinierten Direktionssekretärin Alexa Hofer (Gabrielle Odinis) zusammen und bringt Unruhe ins Hotel.

## Hintergrund und Produktion
Die Vorgeschichte zu Girl friends basiert lose auf Mike Nichols US-Komödie Working Girl (1988) mit Melanie Griffith und Harrison Ford in den Hauptrollen. Schon 1991 setzten sich Produzentin Jutta Lieck-Klenke und Drehbuchautor Christian Pfannenschmidt zusammen, um ein Konzept für die Serie zu entwerfen. Ein Jahr verging, bis Exposé und Treatment entwickelt und an das ZDF verkauft waren. Ein weiteres Jahr nahm die Arbeit am Drehbuch der ersten Staffel in Anspruch. 1993 fiel schließlich die erste Klappe für girl friends. Für die Hauptrollen konnten Mariele Millowitsch, Walter Sittler und Tamara Rohloff verpflichtet werden. Millowitsch, die zuvor vornehmlich am Theater aber auch in kleineren Rollen in Fernsehserien tätig gewesen war, übernahm in Girl friends ihre erste TV-Hauptrolle. Die Produktion einer Folge nahm rund zwei Wochen Drehzeit in Anspruch. Die Drehzeit einer kompletten Staffel dauerte sieben bis acht Monate. Pfannenschmidt schrieb Girl friends alleinverantwortlich und verfasste bis zu 26 Folgen pro Jahr.

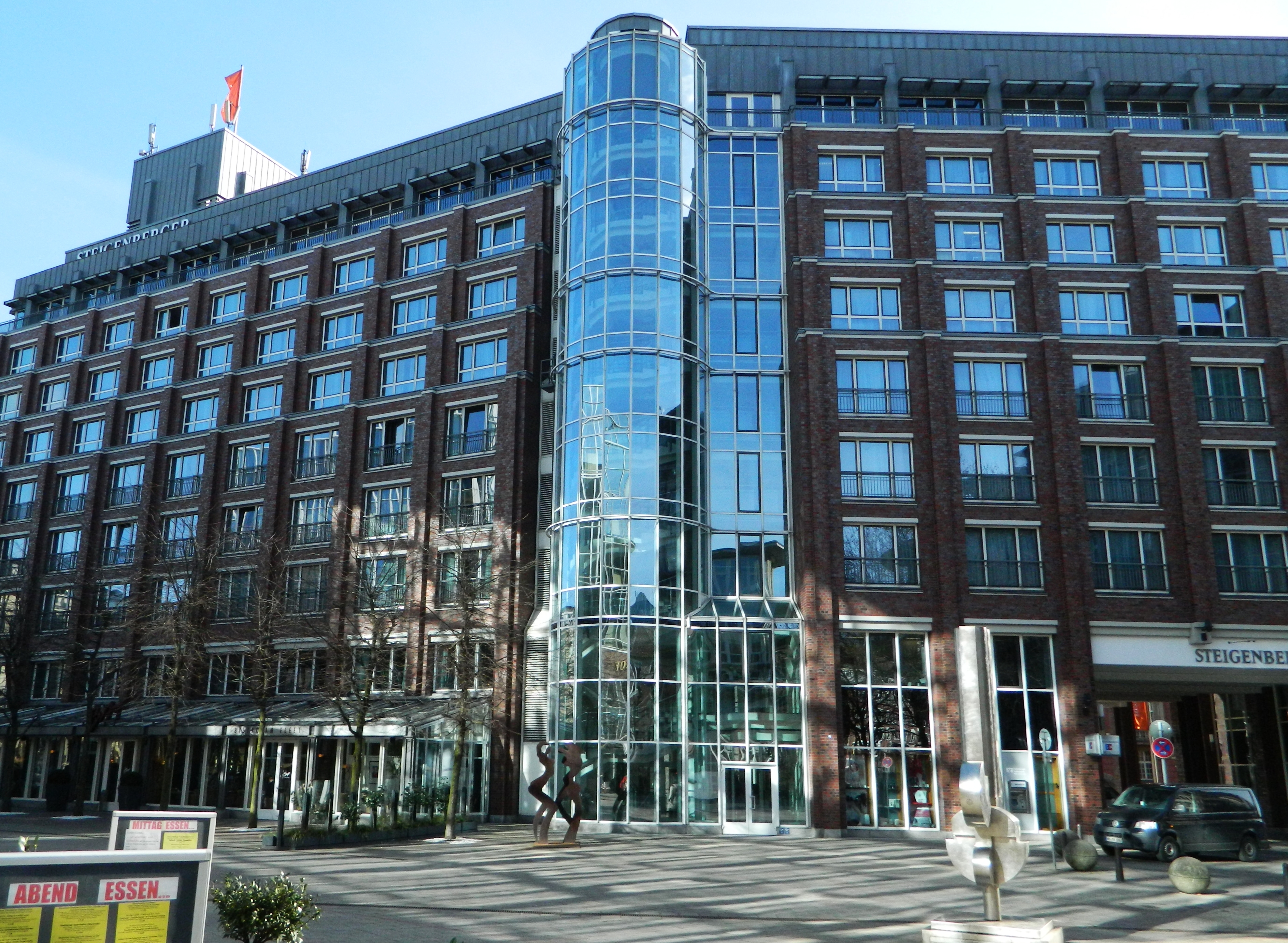
Das Steigenberger Hotel auf der Hamburger Fleetinsel diente unter anderem als Drehort.

 Die erste Staffel wurde von der Objectiv Film im Auftrag des ZDF realisiert. Die Dreharbeiten fanden ab 1994 in Hamburg sowie im niedersächsischen Hitzacker, in New York City und in Stockholm statt. In Hamburg fungierte das Steigenberger Hotel auf der Hamburger Fleetinsel stellvertretend für das fiktionale Hansson Hotel, dem Hauptspielort der ersten beiden Staffeln der Serie. In der Gemeinde Gartow stand das gleichnamige Herrenhaus wiederum für das spätere Hansson Country Hotel Pate. Die Regie aller 13 Folgen lag bei Christine Kabisch. Die Erstausstrahlung erfolgte ab 26. Dezember 1995 bis 12. März 1996 im Vorabendprogramm des ZDF. Die Ausstrahlung der zweiten Staffel erfolgte direkt im Anschluss. Neben Kabisch übernahm Karin Hercher die Regie von drei neuen Folgen.
Die dritte Staffel wurde ab 7. Oktober 1997 im ZDF ausgestrahlt. Kabisch führte bei fünf von 13 Episoden Regie; Bettina Woernle und Richard Engel übernahmen jeweils vier Episoden. Die Ensemble-Mitglieder Nele Mueller-Stöfen, Dietmar Mues und Bettina Kupfer kehrten nach zwei Staffeln nicht wieder an das TV-Set zurück. Chiara Schoras und Petra Redinger stießen an ihrer Stelle neu zur Besetzung. Ein leerstehendes Bürogebäude des Hanseatic Trade Center an der Kehrwiederspitze ersetzte das Steigenberger Hotel und wurde fortan als Drehort für das Hansson Palace genutzt, in dem zwei komplette Stockwerke als Kulissen dienten. Die vierte Staffel wurde ab 22. September 1998 gesendet. Kabisch übernahm erstmals wieder alleinverantwortlich die Regie aller 13 Folgen. Im Vorfeld der Ausstrahlung der vierten Staffel gab Pfannenschmidt an, die Serie nicht fortführen zu wollen, da er fürchtete die Serie würde es anderen TV-Produktionen gleichtun und sich mit der Zeit tot laufen.

### Fortsetzung
Im Jahr 2000 wurde bekannt gegeben, dass eine fünfte Staffel der Serie in Arbeit sei. Während die Hauptbesetzung um Millowitsch und Sittler erneut verpflichtet werden konnte, kehrte Tamara Rohloff in ihrer Rolle der Ilka Frowein nicht an das TV-Set zurück. In der Folge „Ich kämpfe um mein Kind – Teil 2“ ist jedoch ein Voiceover von ihr zu hören, welches ihren Ausstieg erklärt. An ihrer Stelle stießen Susanne Hoss, Franziska Stavjanik und Philipp Brenninkmeyer in neuen Rollen zum Hauptcast. Die Dreharbeiten wurden am 15. Mai 2001 in Hamburg und Umgebung aufgenommen und dauerten bis Dezember 2001 an. Unter der Regie von Bettina Woernle entstanden ein Pilot sowie die ersten vier Folgen der Staffel. Die Inszenierung der weiteren Folgen oblag Walter Weber und Franziska Meyer Price. Als Hauptdrehort diente erstmals das Dorint Hotel Alter Wall am Alsterfleet, das als das fiktive Grand Hansson Hotel fungierte. Die Ausstrahlung erfolgte ab 16. Januar 2002 – erstmals zur Prime Time – im ZDF.
Die Dreharbeiten zur sechsten Staffel begannen im Juni 2003 in Kapstadt. Lieck-Klenke und Pfannenschmidt zeigten sich erneut für die Entwicklung des Stoffes verantwortlich, wobei Girl friends nach Lieck-Klenkes Weggang von Objectiv Film erstmals unter ihrer Leitung bei Network Movie hergestellt wurde. Millowitsch und Sittler, die beide noch während der Ausstrahlung der fünften Staffel ihren Ausstieg aus der Serie bekannt gegeben hatten, traten nur noch für den Pilotfilm vor die Kamera; Susanne Hoss verließ die Produktion nach zwei Staffeln ebenfalls zum Staffelfinale. Mit Manon Straché, Andrea Bürgin und Harald Maack kehrten hingegen drei Gesichter der ersten Stunde an das Set zurück. Darüber hinaus stieß Kai Scheve als Neuzugang zum Cast hinzu. Für die Regie der ersten vier Episoden konnte erneut Walter Weber verpflichtet werden. Des Weiteren inszenierten John Delbridge und Oliver Demmenget. Die Erstausstrahlung erfolgte ab 17. März 2004 im ZDF.
In Hamburg, Südafrika und auf der britischen Kanalinsel Guernsey begannen Anfang April 2005 die Dreharbeiten zur siebten Staffel von Girl friends. Die Folgen bildeten nach dem Verkauf des Grand Hansson Hotels an die Townhouse-Gruppe die erste Staffel außerhalb des Hansson-Konzerns. Nach Hoss' Weggang stießen Dietrich Mattausch, Stefanie Höner und Christina Rainer neu zur Besetzung. Die Ausstrahlung der ersten drei Episoden erfolgte ab 7. Dezember 2005 zur Primetime. Aufgrund enttäuschender Quoten wurde die Serie jedoch bereits nach zwei Wochen wieder aus dem Programm genommen und die Ausstrahlung der verbleibenden Folgen für Frühjahr 2006 angekündigt. Im Juni 2006 gab das ZDF bekannt, dass die Produktion von Girl friends eingestellt worden sei und die verbliebenen Folgen der siebten Staffel im Jahr 2007 versendet werden würden. Die Ausstrahlung der kompletten Staffel erfolge schließlich vom 28. Juli bis 13. Oktober 2007 im Nachmittagsprogramm des Senders, beginnend mit der Wiederholung des Pilotfilms.

## Spin-offs
Am 5. Oktober 1998 wurde parallel zur vierten Staffel der Fernsehfilm Wiedersehen in Palma im ZDF ausgestrahlt, in dem Maries Mutter Elisabeth Harsefeld während eines Urlaubes mit Ehemann Erich ihren geschiedenen Mann Martin Malek wiedertrifft. Neben Dagmar Laurens und Wilfried Dziallas sowie den beiden ebenfalls aus Girl friends bekannten Nebendarstellern Corinna Genest und Volkert Kraeft konnte Klausjürgen Wussow erstmals für die Rolle von Elisabeths Ex-Mann verpflichtet werden. In selbigem Charakter sollte Wussow später in der fünften Staffel im Rahmen eines einen Gastauftrittes auch zur Serie hinzustoßen. Hergestellt wurde Wiedersehen in Palma ebenfalls von der Objectiv Film unter der Regie von Bettina Woernle sowie nach einem Drehbuch von Serienschöpfer Christian Pfannenschmidt. Die Dreharbeiten fanden unter anderem in Hitzacker sowie auf der spanischen Balearen-Insel Mallorca statt.
Nach Ausstrahlung der vierten Staffel von Girl friends gab das ZDF bekannt, an einem Spin-off mit dem Titel Hotel Elfie zu arbeiten, in dessen Mittelpunkt die ehemalige Sekretärin Elfie Gerdes, gespielt von Manon Straché, stehen sollte. Realisiert wurde der Ableger von der Hamburger Produktionsfirma Real Film unter der Leitung von Girl friends-Regisseurin Katharina M. Trebitsch. Für die Dreharbeiten in Hamburg-Tonndorf wurden auf 1.300 Quadratmetern eigens zwei komplette Straßenzüge mit acht bespielbaren Häusern errichtet. Neben Straché konnten unter anderem die Schauspielerinnen Jennifer Steffens, Sandra Borgmann und Doris Kunstmann in Hotel Elfie besetzt werden. Auch Ingrit Dohse und Harald Maack hatten in ihren aus Girl friends bekannten Rollen Gastauftritte in der Serie. Die Erstausstrahlung erfolgte ab dem 22. Februar 2000 im ZDF. Die Produktion der Serie wurde nach der ersten Staffel eingestellt.

## Besetzung
| Schauspieler           | Rolle                            | Folgen                              | Bemerkungen |
| ---------------------- | -------------------------------- | ----------------------------------- | --- |
| Walter Sittler         | Ronaldo Alexander Walter Schäfer | 1–65, 75                            | Hoteldirektor, später Ehemann von Marie Malek, Vater von Heike Schäfer, Großvater von Vivian Schäfer, Mann von Ursula Schäfer, wandert nach Kapstadt aus |
| Mariele Millowitsch    | Marie Luise Schäfer geb. Malek   | 1–65, 67                            | Schreibpoolmitarbeiterin, dann Chefsekretärin und Gästemanagerin, Ex-Freundin von Ben Bast, Frau von Ronaldo Schäfer, Tochter von Elisabeth Harsefeld und Martin Malek † ,Stieftochter von Erich Harsefeld, Großmutter von Vivian Schäfer, Halbschwester von Barbara Malek, beste Freundin von Ilka Frowein, kurzzeitig Hotelbesitzerin, wandert nach Kapstadt aus |
| Tamara Rohloff         | Ilka Frowein                     | 1–50, 52 *                          | Chefsekretärin, später stellvertretende Hoteldirektorin, beste Freundin von Marie Malek |
| Nele Mueller-Stöfen    | Nicole Buck, geb. Bast †         | 1–14                                | Schwester von Ben Bast, Mitarbeiterin im Schreibpool, Affäre von Dieter Saalbach, wird von Ilkas Stalker ermordet |
| Manon Straché          | Elfriede ‚Elfie‘ Gerdes          | 1–50, 65–87                         | Leiterin des Schreibpools. Sängerin im Checkers, später Mitarbeiterin im Schreibpool |
| Nina Sonja Peterson    | Vera Klingenberg                 | 1–58                                | Mitarbeiterin im Schreibpool; startet Neuanfang in Berlin |
| Andrea Bürgin          | Gudrun Stade Hansson †           | 1–75                                | Schreibpoolleiterin, Chefsekretärin, später Ehefrau von Bill Hansson, Hotelerbin |
| Gösta Bredefeldt       | Bill Hansson †                   | 1–50                                | Leiter der Hanssonhotels, später Ehemann von Gudrun Stade |
| Harald Maack           | Hieronymus ‚Schmolli‘ Schmolke   | 1–58, 64–87                         | Hotelportier und Doorman, kurzzeitig Hoteldirektor nahe Baden-Baden |
| Wilfried Dziallas      | Erich Harsefeld                  | 1–75                                | Stiefvater von Marie Malek, Mann von Elisabeth Harsefeld, Metzger in Hitzacker |
| Dagmar Laurens         | Elisabeth Harsefeld              | 1–75                                | Mutter von Marie Malek, Frau von Erich Harsefeld, Ex-Frau von Martin Malek † |
| Bettina Kupfer         | Daniela Holm                     | 1–25                                | Freundin von Dieter Saalbach, wandert mit ihm nach Australien aus |
| Dietmar Mues           | Dieter Saalbach                  | 1–15, 22, 25                        | Stellvertretender Hoteldirektor, Affäre von Nicole Bast, wandert nach Entlassung und Alkoholentzug nach Australien aus |
| Arnfried Lerche        | Dr. Siegfried Martin Begemann    | 1–66, 70–83                         | Personalchef, später Referent von Gudrun Hansson |
| Eva Maria Kerkhoff     | Doris Barth                      | 1–75                                | Arbeitet am Empfang |
| Donata Höffer          | Ursula Schäfer †                 | 1–4, 7–9, 46                        | Ehefrau von Ronaldo Schäfer, Mutter von Heike Schäfer |
| Peer Jäger             | Alexander Hofstädter †           | 1, 2, 7, 10, 12, 44, 48, 49, 50     | Gutshofbesitzer in Hitzacker, Bekannter von Marie Malek, Ehemann von Elfi Gerdes |
| Max Gertsch            | Bendix ‚Ben‘ Bast                | 1–13, 15, 17, 19, 24, 26, 50        | Bruder von Nicole Bast †, Ex-Freund von Marie Malek |
| Christina Große        | Heike Schäfer †                  | 1–10, 18, 36, 40, 46, 51–54, 63, 64 | Tochter von Ronaldo Schäfer und Ursula Schäfer †; Mutter von Vivian Schäfer, stirbt bei einem Autounfall in Berlin |
| Anette Hellwig         | Renée Broschek †                 | 14–42                               | startete im Schreibpool, später Sekretärin von Dr. Begemann, danach Chefsekretärin von Frau Frowein, stürzt während Bauarbeiten in den Aufzugsschacht |
| Benjamin Sadler        | Stefan Ahlbaum                   | 15–39                               | Schreibpoolmitarbeiter |
| Heinz Trixner          | Alexander Frowein †              | 19, 24                              | Vater von Ilka Frowein; hat ein Wiedersehen mit Ilka nach über 30 Jahren. Er hat Krebs und geht mit ihr auf Europareise, vererbt ihr ein Luxusanwesen auf Long Island. |
| Martin Armknecht       | Holger von Winkler               | 20–24, 27, 29, 38                   | Ilka Froweins Vertretung, während sie auf Reise mit ihrem Vater ist; später Hoteldirektor. |
| Chiara Schoras         | Katja Harms                      | 1, 2, 29–50                         | verantwortliche Mitarbeiterin des Countryhotels, das abbrannte; später Schreibpoolmitarbeiterin |
| Petra Redinger         | Wilma Wolf                       | 31–50                               | startete als Kioskverkäuferin im Hansson Palace, danach Schreibpoolmitarbeiterin, später Schreibpoolleitung |
| Josef Bilous           | Sebastian Beck                   | 40–50                               | Hotelarzt und Freund von Ilka Frowein |
| Jens Knospe            | Uwe Holthusen                    | 32–87                               | Koch, später Küchenchef im Holthusen |
| Jens Eulenberger       | Leo Faber                        | 32–50                               | Kellner im Restaurant und der Bar |
| Wanja Mues             | Karsten Smith                    | 41–50                               | Barkeeper |
| Tina Bordihn           | Sandy Busch                      | 51–63                               | Schreibpoolmitarbeitern mit Liebe zu Dusty Springfield |
| Gabrielle Odinis       | Alexa Hofer                      | 51–87                               | Teamleiterin des Schreibpools im Grand Hansson |
| Nadja Zwanziger        | Katrin Hollinger                 | 53–87                               | Erst Datentypistin, dann wegen Inkompetenz Küchenhilfe, dann Pâtissière im Holthusen |
| Wiebke & Katrin Brardt | Vivien Schäfer                   | 53, 54, 58, 61, 63–65, 75           | Tochter von Heike Schäfer, Enkelin von Ronaldo Schäfer, Stiefenkelin von Marie Malek Schäfer |
| Franziska Stavjanik    | Iris Sandberg                    | 51–87                               | Referentin von Gudrun Stade Hansson, dann Direktorin des Grand Hansson und Lebensgefährtin von Christian Dolbien |
| Philipp Brenninkmeyer  | Christian Dolbien                | 52–87                               | Wirtschaftsdirektor/Stiftungsleiter der Bill Hansson Stiftung, Lebensgefährte von Iris Sandberg |
| Heidrun Petersen       | Roxy Papenhagen                  | 67–69, 74–87                        | Hausdame |
| Klausjürgen Wussow     | Martin Malek †                   | 53                                  | Vater von Marie Malek und Barbara Malek, Ex-Mann von Elisabeth Harsefeld |
| Susanne Hoss           | Barbara Malek                    | 53–75                               | Halbschwester von Marie Malek Schäfer ,Tochter von Martin Malek † |
| Silke Bodenbender      | Philine Sengelmann               | 64–75                               | Schreibpoolmitarbeiterin |
| Kai Scheve             | Conrad Jäger                     | 66–87                               | Personalchef / Neffe von Amanda Miller, Freund von Sonja Borucka |
| Jana Kozewa            | Sonja Borucka                    | 73–87                               | Küchenhilfe, die durch Fleiß und Herrn Hartmann zur Datentypistin aufsteigt, Freundin von Conrad Jäger |
| Dietrich Mattausch     | Rufus Albert Hartmann            | 76–87                               | Europadirektor des Townhouse. Nachfolger von Gudrun Hansson |
| Stefanie Höner         | Britt Schmitt                    | 76–87                               | Schreibpoolmitarbeiterin Grand Hansson |
| Diana Körner           | Amanda Miller                    | 76–78, 87                           | Tante von Conrad Jäger; später gehen sie und Rufus Hartmann gemeinsam nach Guernsey. |
| Christiane Filla       | Pepita Hinrichs                  | 80–87                               | Inhaberin des Lokals und Treffpunktes der Girlfriends Petipta |
| Christina Rainer       | Corinna Behrendt                 | 76–87                               | Schreibpoolmitarbeiterin |
| Max Engelke            | Brian Ruppin                     | 76–78, 82–83                        | Portier und Auszubildender von Herrn Schmollke |
| Stephan Szász          | Bernd Behrendt                   | 76–83                               | Ehemann von Corinna Behrendt |

## Auszeichnungen
| Auszeichnung           | Kategorie                                      | Preisträger und Nominierte | Ergebnis  |
| ---------------------- | ---------------------------------------------- | -------------------------- | --------- |
| Adolf-Grimme-Preis     | Serien & Mehrteiler (1997)                     |                            | Nominiert |
| Adolf-Grimme-Preis     | Serien & Mehrteiler (1998)                     |                            | Nominiert |
| Deutscher Fernsehpreis | Beste Schauspielerin – Hauptrolle Serie (1999) | Mariele Millowitsch        | Nominiert |
| Deutscher Fernsehpreis | Bestes Buch – Serie (1999)                     | Christian Pfannenschmidt   | Nominiert |
| Goldene Kamera         | Beste deutsche Schauspielerin (2000)           | Mariele Millowitsch        | Gewonnen  |
| Goldener Löwe          | Beste Serien-Schauspielerin (1996)             | Mariele Millowitsch        | Gewonnen  |
| Telestar               | Bester Produzent (1996)                        | Katharina Trebitsch        | Gewonnen  |
| Telestar               | Beste Darstellerin in einer Serie (1998)       | Manon Straché              | Gewonnen  |

## Romane
- Fünf Sterne für Marie (1996)
- Der Mann aus Montauk (1997)
- Zehn Etagen bis zum Glück (1998)
- Demnächst auf Wolke Sieben (2002)
- Kurz vor Zwölf ins Paradies (2004)
- Das 1×1 zum großen Glück (2005)

## CDs
- Girl Friends (1996)
- Girl Friends – Das Beste aus 52 Folgen (1997)

## DVDs
- Die komplette 1. Staffel (2006)
- Die komplette 2. Staffel (2007)
- Die komplette 3. Staffel (2007)
- Die komplette 4. Staffel (2007)
- Die komplette 5. Staffel (2008)
- Die komplette 6. Staffel (2008)
- Die komplette 7. Staffel (2008)